# Estádio La Portada
Estadio La Portada, é um estádio multiuso na cidade de La Serena, no Chile. Atualmente é usado na maior parte para partidas de futebol, sendo o local de mando do Deportes La Serena. O estádio tem capacidade atual para 18.500 espectadores e foi construído em 1952 e renovado em 2015.